# Garry’s Mod
Garry's Mod (často zkráceně nazýván GMod) je sandboxová FPS hra, která funguje na upraveném enginu Source a je vytvořena Garrym Newmanem.
Garry's Mod byl původně modifikací pro Half-Life 2, ale později byl přetvořen do samostatné hry na Steamu, která byla oficiálně vydána 29. listopadu 2006 a nazvána jako Garry's Mod 10. Aktuální verze, Garry's Mod 13, byla vydána 24. října 2012. Od vydání do roku 2020 se prodalo skoro 18,7 milionů kopií a hra vydělala 119,8 milionů dolarů.

## Hra
Ačkoliv je Garry's Mod většinou považován za plnou hru, nemá žádný cíl a hráči mohou používat sadu nástrojů pro jakékoliv účely. Garry's Mod dovolí hráčům
manipulovat s předměty, vytvářet „rekvizity“ – různé objekty, které mohou hráči umístit ve hře. Rekvizity mohou být vybrány z jakékoliv nainstalované hry,
která používá Source nebo z komunitou vytvořených doplňků. Hlavním rysem hry jsou dvě „zbraně“ pro manipulování s objekty – Fyzikální zbraň a Nástrojová zbraň. Fyzikální zbraň dovoluje sebrat objekty, upravit je a zamrazit na místě. Nástrojová zbraň je mnohoúčelový nástroj pro provedení různých úkolů, jako kombinování objektů, jejich spojování pomocí lan, a vytváření navijáků a kol.
Další činnost je pózování postav pomocí rozmanitých nástrojů. Je to populární způsob vytváření videí a machinim, především s motivy ostatních Source her.
Garry's Mod používá upravený engine Havok, jenž dovolí hráči vybudovat struktury, které dbají na fyzikální zákony.

## Hra pro více hráčů
Garry's Mod podporuje multiplayer na herních serverech. Tyto servery jsou provozovány komunitou a některé servery získávají zisk z dodatečných VIP funkcí. Hráči mohou využívat integrovanou textovou nebo hlasovou komunikaci. Servery často využívají mody, mnoho z nich jsou vytvořené uživateli. Když se hráč připojí, hra se automaticky pokusí stáhnout potřebný obsah.
Mezi populární herní módy pro více hráčů patří: Roleplay (RP), kde na sebe hráči berou specifickou roli v komunitě serveru, Trouble in Terrorist Town (TTT), která zahrnuje skupinu nevinných a detektivů, ale také menší skupinu zrádců, jejichž úkolem je zabít všechny nevinné. Jsou také deathrun servery, kde "mrtví" hráči používají pasti a pokouší se zabít ostatní hráče, kteří se snaží dostat na konec překážkové dráhy.

## Uživateli vytvořený obsah
Garry's Mod nabízí široké spektrum modů a zásuvných modulů. Hráči mohou vytvořit své vlastní postavy, herní módy, mapy, objekty, zbraně a další modifikace. Pomocí skriptovacího jazyka Lua lze vytvořit nehráčské postavy a různé nástroje, které dovolují manipulování s objekty a hráči. Herní pravidla a vlastnosti mohou být také upravovány tak, aby se přizpůsobily konkrétnímu modu nebo žánru.
Ve verzi 12 se k prohlížení a distribuci uživatelského obsahu používal nástroj Toybox. Jelikož se za cloudové úložiště pro funkčnost Toyboxu musely platit vysoké částky, ve verzi 13 byl Toybox nahrazen Steam Workshopem. V roce 2023 Steam Workshop evidoval přes 1,7 milionu doplňků.

## Soutěž Fretta
V zimě 2009/2010 se konala soutěž pro vývojáře o vytvoření nejlepšího nového herního módu pro Garry's Mod použitím vývojové platformy Fretta. Fretta, italsky "spěch", dovoluje rychle a snadno vytvořit nové herní módy pro Garry's Mod s požadovanou funkčností, takže se vývojáři mohou soustředit na jedinečné aspekty vlastních módů. Vývojáři pěti nejlepších módu vyhráli finanční prostředky na vývoj, a to 1000 až 5000 dolarů. Vítězný mód byl Trouble in Terrorist Town, který byl spolu s módem Dogfight: Arcade Assault přidán do hry.